# 房秩五
房秩五（1877年—1966年11月），原名宗岳（一作崇岳），字秩五，号鲁岑、饰武、浮渡生，晚号陟园老人，男，安徽枞阳人，中国教育家、社会活动家，曾任安徽省人民委员会委员，安徽省政协副主席。

## 家庭
长子房师亮，曾任安徽省政协副主席。